# Anthocercis ilicifolia
Anthocercis ilicifolia là loài thực vật có hoa trong họ Cà. Loài này được Hook. mô tả khoa học đầu tiên năm 1830.